# Bosco Valtravaglia
Bosco Valtravaglia è una frazione geografica del comune italiano di Montegrino Valtravaglia.

## Storia
Anticamente noto come Bosco, Bosco Visconti o Bosco di Visconti, il piccolo centro appartenne storicamente alla Pieve di Val Travaglia, compresa nel Ducato di Milano.
Registrata nel 1751 con 495 anime, con la suddivisione della Lombardia austriaca in province (1786) Bosco fu assegnata alla provincia di Varese, per passare nel 1791 alla provincia di Milano. Nel 1805 contava 447 abitanti.
In età napoleonica, anno 1809, Bosco divenne frazione di Montegrino, recuperando l'autonomia con la costituzione del regno Lombardo-Veneto (1815). Nel 1853 registrava 416 persone.
All'unità d'Italia, anno 1861, il comune contava 453 abitanti. Nel 1863 prese il nome ufficiale di Bosco Valtravaglia.
Nel 1921 raggiunse i 578 abitanti. Nel 1927 il comune di Bosco Valtravaglia fu aggregato a quello di Montegrino Valtravaglia come già accaduto in età napoleonica.

## Infrastrutture e trasporti

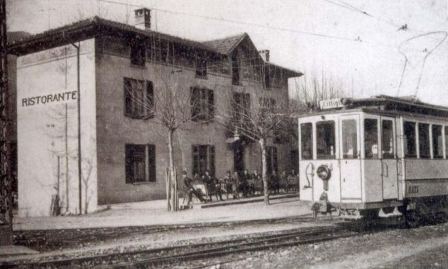
Molino d'Anna, stazione

Posta in prossimità della strada statale 394 del Verbano Orientale cui è collegata mediante la viabilità provinciale, Bosco Valtravaglia era servita da una stazione ferrotranviaria posta lungo la ferrovia della Valganna, inaugurata nel 1903, che fungeva altresì da capolinea della tranvia della Valcuvia, attiva fra il 1914 e il 1949; la stazione venne soppressa nel 1955.